# Cầu lông tại Đại hội Thể thao châu Á 1974
Cầu lông được tổ chức lần thứ tư tại Đại hội Thể thao châu Á 1974 ở Amjadieh Sport Complex, Tehran, Iran.

## Tổng kết huy chương

### Bảng huy chương
| 1    | Trung Quốc (CHN) | 5 | 3 | 2 | 10 |
| 2    | Indonesia (INA)  | 2 | 4 | 2 | 8  |
| 3    | Nhật Bản (JPN)   | 0 | 0 | 2 | 2  |
| 4    | Ấn Độ (IND)      | 0 | 0 | 1 | 1  |
| Tổng | Tổng             | 7 | 7 | 7 | 21 |

### Huy chương giành được
| Nội dung    | Vàng | Bạc | Đồng                                                                                           |
| ----------- | --- | --- | ---------------------------------------------------------------------------------------------- |
| Đơn nam     | Hou Jiachang · Trung Quốc                                                                                 | Fang Kaixiang · Trung Quốc                                                                                              | Liem Swie King · Indonesia                                                                     |
| Đôi nam     | Indonesia (INA) · Tjun Tjun · Johan Wahjudi                                                               | Indonesia (INA) · Christian Hadinata · Ade Chandra                                                                      | Trung Quốc (CHN) · Tang Xianhu · Chen Tianxiang                                                |
| Đội nam     | Trung Quốc (CHN) · Chen Tianxiang · Chen Xinhui · Fang Kaixiang · Hou Jiachang · Tang Xianhu · Yu Yaodong | Indonesia (INA) · Ade Chandra · Christian Hadinata · Liem Swie King · Nunung Murdjianto · Tjun Tjun · Johan Wahjudi     | Ấn Độ (IND) · Davinder Ahuja · Partho Ganguli · Raman Ghosh · Dinesh Khanna · Prakash Padukone |
| Đơn nữ      | Chen Yuniang · Trung Quốc                                                                                 | Liang Qiuxia · Trung Quốc                                                                                               | Hiroe Yuki · Nhật Bản                                                                          |
| Đôi nữ      | Trung Quốc (CHN) · Liang Qiuxia · Zheng Huiming                                                           | Trung Quốc (CHN) · Lin Youya · Qiu Yufang                                                                               | Indonesia (INA) · Theresia Widiastuti · Imelda Wiguno                                          |
| Đội nữ      | Trung Quốc (CHN) · Chen Yuniang · Liang Qiuxia · Liu Xiaozheng · Lin Youya · Qiu Yufang · Zheng Huiming   | Indonesia (INA) · Regina Masli · Minarni Soedaryanto · Taty Sumirah · Theresia Widiastuti · Imelda Wiguno · Sri Wiyanti | Nhật Bản (JPN) · Machiko Aizawa · Mika Ikeda · Mariko Nishio · Etsuko Takenaka · Hiroe Yuki    |
| Đôi hỗn hợp | Indonesia (INA) · Christian Hadinata · Regina Masli                                                       | Indonesia (INA) · Tjun Tjun · Sri Wiyanti                                                                               | Trung Quốc (CHN) · Tang Xianhu · Chen Yuniang                                                  |

## Kết quả

### Đơn nam
| Vòng 1 – 11 tháng 9      | Vòng 1 – 11 tháng 9 | Vòng 1 – 11 tháng 9     | Vòng 1 – 11 tháng 9 | Vòng 1 – 11 tháng 9 | Vòng 1 – 11 tháng 9 |
|                          | Điểm                |                         | Set 1               | Set 2               | Set 3               |
| ------------------------ | ------------------- | ----------------------- | ------------------- | ------------------- | ------------------- |
| Liem Swie King (INA)     | 2–0                 | Joo Ryon-Chang (PRK)    | 15–8                | 15–4                |                     |
| Hassan Shaheed (PAK)     | 0–2                 | Yoshitaka Iino (JPN)    | 5–15                | 2–15                |                     |
| Yan Po Tim (HKG)         | 2–0                 | Danny So (PHI)          | 15–9                | 15–9                |                     |
| Moo Foot Lian (MAS)      | 2–1                 | Dinesh Khanna (IND)     | 15–11               | 7–15                | 15–6                |
| Dariush Foroughi (IRI)   | 0–2                 | Yang Mei Liang (HKG)    | 2–15                | 7–15                |                     |
| Tan Aik Mong (MAS)       | 2–0                 | Kim Yong-Do (PRK)       | 15–8                | 15–6                |                     |
| Masao Tsuchida (JPN)     | 2–0                 | Conrado Co (PHI)        | 15–3                | 15–5                |                     |
| Sangob Rattanusorn (THA) | 0–2                 | Nunung Murdjianto (INA) | 8–15                | 1–15                |                     |

|  | Vòng 2 11 tháng 9       | Vòng 2 11 tháng 9       | Vòng 2 11 tháng 9 | Vòng 2 11 tháng 9 | Vòng 2 11 tháng 9 |  |  | Tứ kết 12 tháng 9       | Tứ kết 12 tháng 9       | Tứ kết 12 tháng 9    | Tứ kết 12 tháng 9 | Tứ kết 12 tháng 9 |  |                    | Bán kết 13 tháng 9 | Bán kết 13 tháng 9 | Bán kết 13 tháng 9 | Bán kết 13 tháng 9 | Bán kết 13 tháng 9 |                       |                       | Chung kết 14 tháng 9  | Chung kết 14 tháng 9  | Chung kết 14 tháng 9  | Chung kết 14 tháng 9 | Chung kết 14 tháng 9 |
|  |                         |                         |                   |                   |                   |  |  |                         |                         |                      |                   |                   |  |                    |                    |                    |                    |                    |                    |                       |                       |                       |                       |                       |                      |                      |
|  | Hou Jiachang (CHN)      | Hou Jiachang (CHN)      | 15                | 15                |                   |  |  |                         |                         |                      |                   |                   |  |                    |                    |                    |                    |                    |                    |                       |                       |                       |                       |                       |                      |                      |
|  | Sirous Aflatoun (IRI)   | Sirous Aflatoun (IRI)   | 4                 | 3                 |                   |  |  | Hou Jiachang (CHN)      | Hou Jiachang (CHN)      | 18                   | 15                |                   |  |                    |                    |                    |                    |                    |                    |                       |                       |                       |                       |                       |                      |                      |
|  | Kishore Singh (NEP)     | Kishore Singh (NEP)     | 2                 | 5                 |                   |  |  | Bandid Jalyen (THA)     | Bandid Jalyen (THA)     | 14                   | 5                 |                   |  |                    |                    |                    |                    |                    |                    |                       |                       |                       |                       |                       |                      |                      |
|  | Bandid Jalyen (THA)     | Bandid Jalyen (THA)     | 15                | 15                |                   |  |  |                         |                         |                      |                   |                   |  | Hou Jiachang (CHN) | Hou Jiachang (CHN) | 15                 | 15                 |                    |                    |                       |                       |                       |                       |                       |                      |                      |
|  | Liem Swie King (INA)    | Liem Swie King (INA)    | 15                | 10                | 15                |  |  |                         | Liem Swie King (INA)    | Liem Swie King (INA) | 8                 | 7                 |  |                    |                    |                    |                    |                    |                    |                       |                       |                       |                       |                       |                      |                      |
|  | Yoshitaka Iino (JPN)    | Yoshitaka Iino (JPN)    | 9                 | 15                | 3                 |  |  | Liem Swie King (INA)    | Liem Swie King (INA)    | 15                   | 15                |                   |  |                    |                    |                    |                    |                    |                    |                       |                       |                       |                       |                       |                      |                      |
|  | Yan Po Tim (HKG)        | Yan Po Tim (HKG)        | 12                | 17                |                   |  |  | Moo Foot Lian (MAS)     | Moo Foot Lian (MAS)     | 9                    | 4                 |                   |  |                    |                    |                    |                    |                    |                    |                       |                       |                       |                       |                       |                      |                      |
|  | Moo Foot Lian (MAS)     | Moo Foot Lian (MAS)     | 15                | 18                |                   |  |  |                         |                         |                      |                   |                   |  |                    | Hou Jiachang (CHN) | Hou Jiachang (CHN) | 15                 | 15                 |                    |                       |                       |                       |                       |                       |                      |                      |
|  | Yang Mei Liang (HKG)    | Yang Mei Liang (HKG)    | 3                 | 10                |                   |  |  |                         | Fang Kaixiang (CHN)     | Fang Kaixiang (CHN)  | 12                | 11                |  |                    |                    |                    |                    |                    |                    |                       |                       |                       |                       |                       |                      |                      |
|  | Tan Aik Mong (MAS)      | Tan Aik Mong (MAS)      | 15                | 15                |                   |  |  | Tan Aik Mong (MAS)      | Tan Aik Mong (MAS)      | 8                    | 18                | 15                |  |                    |                    |                    |                    |                    |                    |                       |                       |                       |                       |                       |                      |                      |
|  | Masao Tsuchida (JPN)    | Masao Tsuchida (JPN)    | 5                 | 11                |                   |  |  | Nunung Murdjianto (INA) | Nunung Murdjianto (INA) | 15                   | 15                | 6                 |  |                    |                    |                    |                    |                    |                    |                       |                       |                       |                       |                       |                      |                      |
|  | Nunung Murdjianto (INA) | Nunung Murdjianto (INA) | 15                | 15                |                   |  |  |                         |                         |                      |                   |                   |  | Tan Aik Mong (MAS) | Tan Aik Mong (MAS) | 8                  | 5                  |                    |                    | Tranh huy chương đồng | Tranh huy chương đồng | Tranh huy chương đồng | Tranh huy chương đồng | Tranh huy chương đồng |                      |                      |
|  | Davinder Ahuja (IND)    | Davinder Ahuja (IND)    | 15                | 15                |                   |  |  |                         | Fang Kaixiang (CHN)     | Fang Kaixiang (CHN)  | 15                | 15                |  |                    |                    |                    |                    |                    |                    |                       |                       |                       |                       |                       |                      |                      |
|  | Prem Pandey (NEP)       | Prem Pandey (NEP)       | 3                 | 3                 |                   |  |  | Davinder Ahuja (IND)    | Davinder Ahuja (IND)    | 2                    | 10                |                   |  |                    |                    |                    |                    |                    |                    |                       | Liem Swie King (INA)  | Liem Swie King (INA)  | 15                    | 15                    |                      |                      |
|  | Javed Iqbal (PAK)       | Javed Iqbal (PAK)       | 5                 | 11                |                   |  |  | Fang Kaixiang (CHN)     | Fang Kaixiang (CHN)     | 15                   | 15                |                   |  | Tan Aik Mong (MAS) | Tan Aik Mong (MAS) | 12                 | 10                 |                    |                    |                       |                       |                       |                       |                       |                      |                      |
|  | Fang Kaixiang (CHN)     | Fang Kaixiang (CHN)     | 15                | 15                |                   |  |  |                         |                         |                      |                   |                   |  |                    |                    |                    |                    |                    |                    |                       |                       |                       |                       |                       |                      |                      |

### Đôi nam
| Vòng 1 – 11 tháng 9                            | Vòng 1 – 11 tháng 9 | Vòng 1 – 11 tháng 9                        | Vòng 1 – 11 tháng 9 | Vòng 1 – 11 tháng 9 | Vòng 1 – 11 tháng 9 |
|                                                | Điểm                |                                            | Set 1               | Set 2               | Set 3               |
| ---------------------------------------------- | ------------------- | ------------------------------------------ | ------------------- | ------------------- | ------------------- |
| Tang Xianhu (CHN) · Chen Tianxiang (CHN)       | 2–0                 | Joo Ryon-Chang (PRK) · Kim Jung-Kook (PRK) | 15–7                | 15–4                |                     |
| Mohsen Sheida (IRI) · Sadra Shoushtari (IRI)   | WO                  | Hauw Fan Chang (HKG) · Wong Man Hing (HKG) |                     |                     |                     |
| Bandid Jalyen (THA) · Sangob Rattanusorn (THA) | 2–0                 | Abdul Hamid (PAK) · Tariq Wadood (PAK)     | 15–1                | 15–5                |                     |
| Butch Oreta (PHI) · Daniel Buenaventura (PHI)  | 0–2                 | Kishore Singh (NEP) · Prem Pandey (NEP)    | 15–18               | 16–18               |                     |
| Yang Mei Liang (HKG) · Chen Kok Ming (HKG)     | 0–2                 | Hassan Shaheed (PAK) · Javed Iqbal (PAK)   | 7–15                | 7–15                |                     |
| Ashok Ratna (NEP) · Uday Kumar Shrestha (NEP)  | 0–2                 | Kim Yong-Do (PRK) · Bak Ok-Nyon (PRK)      | 0–15                | 1–15                |                     |
| Shoichi Toganoo (JPN) · Nobutaka Ikeda (JPN)   | 2–0                 | Danny So (PHI) · Conrado Co (PHI)          | 15–9                | 15–9                |                     |

|  | Vòng 2 12 tháng 9                                     | Vòng 2 12 tháng 9                                     | Vòng 2 12 tháng 9 | Vòng 2 12 tháng 9 | Vòng 2 12 tháng 9 |  |  | Tứ kết 12 tháng 9                              | Tứ kết 12 tháng 9                              | Tứ kết 12 tháng 9                            | Tứ kết 12 tháng 9 | Tứ kết 12 tháng 9 |    |                                              | Bán kết 13 tháng 9                           | Bán kết 13 tháng 9                           | Bán kết 13 tháng 9 | Bán kết 13 tháng 9 | Bán kết 13 tháng 9 |                       |                                          | Chung kết 14 tháng 9                     | Chung kết 14 tháng 9  | Chung kết 14 tháng 9  | Chung kết 14 tháng 9 | Chung kết 14 tháng 9 |
|  |                                                       |                                                       |                   |                   |                   |  |  |                                                |                                                |                                              |                   |                   |    |                                              |                                              |                                              |                    |                    |                    |                       |                                          |                                          |                       |                       |                      |                      |
|  | Tang Xianhu (CHN) · Chen Tianxiang (CHN)              | Tang Xianhu (CHN) · Chen Tianxiang (CHN)              | 15                | 15                |                   |  |  |                                                |                                                |                                              |                   |                   |    |                                              |                                              |                                              |                    |                    |                    |                       |                                          |                                          |                       |                       |                      |                      |
|  | Mohsen Sheida (IRI) · Sadra Shoushtari (IRI)          | Mohsen Sheida (IRI) · Sadra Shoushtari (IRI)          | 5                 | 6                 |                   |  |  | Tang Xianhu (CHN) · Chen Tianxiang (CHN)       | Tang Xianhu (CHN) · Chen Tianxiang (CHN)       | 15                                           | 15                |                   |    |                                              |                                              |                                              |                    |                    |                    |                       |                                          |                                          |                       |                       |                      |                      |
|  | Bandid Jalyen (THA) · Sangob Rattanusorn (THA)        | Bandid Jalyen (THA) · Sangob Rattanusorn (THA)        | 18                | 18                |                   |  |  | Bandid Jalyen (THA) · Sangob Rattanusorn (THA) | Bandid Jalyen (THA) · Sangob Rattanusorn (THA) | 9                                            | 4                 |                   |    |                                              |                                              |                                              |                    |                    |                    |                       |                                          |                                          |                       |                       |                      |                      |
|  | Kishore Singh (NEP) · Prem Pandey (NEP)               | Kishore Singh (NEP) · Prem Pandey (NEP)               | 15                | 16                |                   |  |  |                                                |                                                |                                              |                   |                   |    | Tang Xianhu (CHN) · Chen Tianxiang (CHN)     | Tang Xianhu (CHN) · Chen Tianxiang (CHN)     | 8                                            | 15                 | 8                  |                    |                       |                                          |                                          |                       |                       |                      |                      |
|  | Christian Hadinata (INA) · Ade Chandra (INA)          | Christian Hadinata (INA) · Ade Chandra (INA)          | 15                | 15                |                   |  |  |                                                | Christian Hadinata (INA) · Ade Chandra (INA)   | Christian Hadinata (INA) · Ade Chandra (INA) | 15                | 13                | 15 |                                              |                                              |                                              |                    |                    |                    |                       |                                          |                                          |                       |                       |                      |                      |
|  | Yoshitaka Iino (JPN) · Masao Tsuchida (JPN)           | Yoshitaka Iino (JPN) · Masao Tsuchida (JPN)           | 12                | 10                |                   |  |  | Christian Hadinata (INA) · Ade Chandra (INA)   | Christian Hadinata (INA) · Ade Chandra (INA)   | 15                                           | 15                |                   |    |                                              |                                              |                                              |                    |                    |                    |                       |                                          |                                          |                       |                       |                      |                      |
|  | Moo Foot Lian (MAS) · Dominic Soong (MAS)             | Moo Foot Lian (MAS) · Dominic Soong (MAS)             | 15                | 13                | 11                |  |  | Partho Ganguli (IND) · Davinder Ahuja (IND)    | Partho Ganguli (IND) · Davinder Ahuja (IND)    | 2                                            | 2                 |                   |    |                                              |                                              |                                              |                    |                    |                    |                       |                                          |                                          |                       |                       |                      |                      |
|  | Partho Ganguli (IND) · Davinder Ahuja (IND)           | Partho Ganguli (IND) · Davinder Ahuja (IND)           | 6                 | 15                | 15                |  |  |                                                |                                                |                                              |                   |                   |    |                                              | Christian Hadinata (INA) · Ade Chandra (INA) | Christian Hadinata (INA) · Ade Chandra (INA) | 9                  | 7                  |                    |                       |                                          |                                          |                       |                       |                      |                      |
|  | Dinesh Khanna (IND) · Raman Ghosh (IND)               | Dinesh Khanna (IND) · Raman Ghosh (IND)               |                   |                   |                   |  |  |                                                | Tjun Tjun (INA) · Johan Wahjudi (INA)          | Tjun Tjun (INA) · Johan Wahjudi (INA)        | 15                | 15                |    |                                              |                                              |                                              |                    |                    |                    |                       |                                          |                                          |                       |                       |                      |                      |
|  | Sirous Aflatoun (IRI) · Dariush Foroughi (IRI)        | Sirous Aflatoun (IRI) · Dariush Foroughi (IRI)        | W                 | O                 |                   |  |  | Sirous Aflatoun (IRI) · Dariush Foroughi (IRI) | Sirous Aflatoun (IRI) · Dariush Foroughi (IRI) | 0                                            | 2                 |                   |    |                                              |                                              |                                              |                    |                    |                    |                       |                                          |                                          |                       |                       |                      |                      |
|  | Pornchai Sakuntaniyom (THA) · Preecha Sopajaree (THA) | Pornchai Sakuntaniyom (THA) · Preecha Sopajaree (THA) | 6                 | 8                 |                   |  |  | Tjun Tjun (INA) · Johan Wahjudi (INA)          | Tjun Tjun (INA) · Johan Wahjudi (INA)          | 15                                           | 15                |                   |    |                                              |                                              |                                              |                    |                    |                    |                       |                                          |                                          |                       |                       |                      |                      |
|  | Tjun Tjun (INA) · Johan Wahjudi (INA)                 | Tjun Tjun (INA) · Johan Wahjudi (INA)                 | 15                | 15                |                   |  |  |                                                |                                                |                                              |                   |                   |    | Tjun Tjun (INA) · Johan Wahjudi (INA)        | Tjun Tjun (INA) · Johan Wahjudi (INA)        | 15                                           | 15                 |                    |                    | Tranh huy chương đồng | Tranh huy chương đồng                    | Tranh huy chương đồng                    | Tranh huy chương đồng | Tranh huy chương đồng |                      |                      |
|  | Hassan Shaheed (PAK) · Javed Iqbal (PAK)              | Hassan Shaheed (PAK) · Javed Iqbal (PAK)              | 15                | 15                |                   |  |  |                                                | Shoichi Toganoo (JPN) · Nobutaka Ikeda (JPN)   | Shoichi Toganoo (JPN) · Nobutaka Ikeda (JPN) | 0                 | 4                 |    |                                              |                                              |                                              |                    |                    |                    |                       |                                          |                                          |                       |                       |                      |                      |
|  | Kim Yong-Do (PRK) · Bak Ok-Nyon (PRK)                 | Kim Yong-Do (PRK) · Bak Ok-Nyon (PRK)                 | 1                 | 7                 |                   |  |  | Hassan Shaheed (PAK) · Javed Iqbal (PAK)       | Hassan Shaheed (PAK) · Javed Iqbal (PAK)       | 16                                           | 6                 |                   |    |                                              |                                              |                                              |                    |                    |                    |                       | Tang Xianhu (CHN) · Chen Tianxiang (CHN) | Tang Xianhu (CHN) · Chen Tianxiang (CHN) | 15                    | 15                    |                      |                      |
|  | Shoichi Toganoo (JPN) · Nobutaka Ikeda (JPN)          | Shoichi Toganoo (JPN) · Nobutaka Ikeda (JPN)          | 17                | 5                 | 15                |  |  | Shoichi Toganoo (JPN) · Nobutaka Ikeda (JPN)   | Shoichi Toganoo (JPN) · Nobutaka Ikeda (JPN)   | 17                                           | 15                |                   |    | Shoichi Toganoo (JPN) · Nobutaka Ikeda (JPN) | Shoichi Toganoo (JPN) · Nobutaka Ikeda (JPN) | 2                                            | 3                  |                    |                    |                       |                                          |                                          |                       |                       |                      |                      |
|  | Yu Yaodong (CHN) · Chen Xinhui (CHN)                  | Yu Yaodong (CHN) · Chen Xinhui (CHN)                  | 14                | 15                | 10                |  |  |                                                |                                                |                                              |                   |                   |    |                                              |                                              |                                              |                    |                    |                    |                       |                                          |                                          |                       |                       |                      |                      |

### Đơn nữ
|  | Vòng 1 11 tháng 9        | Vòng 1 11 tháng 9        | Vòng 1 11 tháng 9 | Vòng 1 11 tháng 9 | Vòng 1 11 tháng 9 |  |  | Tứ kết 12 tháng 9   | Tứ kết 12 tháng 9   | Tứ kết 12 tháng 9  | Tứ kết 12 tháng 9 | Tứ kết 12 tháng 9 |  |                    | Bán kết 13 tháng 9 | Bán kết 13 tháng 9 | Bán kết 13 tháng 9 | Bán kết 13 tháng 9 | Bán kết 13 tháng 9 |                       |                       | Chung kết 14 tháng 9  | Chung kết 14 tháng 9  | Chung kết 14 tháng 9  | Chung kết 14 tháng 9 | Chung kết 14 tháng 9 |
|  |                          |                          |                   |                   |                   |  |  |                     |                     |                    |                   |                   |  |                    |                    |                    |                    |                    |                    |                       |                       |                       |                       |                       |                      |                      |
|  | Chen Yuniang (CHN)       | Chen Yuniang (CHN)       | 11                | 11                |                   |  |  |                     |                     |                    |                   |                   |  |                    |                    |                    |                    |                    |                    |                       |                       |                       |                       |                       |                      |                      |
|  | Bak Yon-Ok (PRK)         | Bak Yon-Ok (PRK)         | 3                 | 1                 |                   |  |  | Chen Yuniang (CHN)  | Chen Yuniang (CHN)  | 11                 | 11                |                   |  |                    |                    |                    |                    |                    |                    |                       |                       |                       |                       |                       |                      |                      |
|  | Mariko Nishio (JPN)      | Mariko Nishio (JPN)      | 11                | 2                 | 3                 |  |  | Sylvia Ng (MAS)     | Sylvia Ng (MAS)     | 9                  | 2                 |                   |  |                    |                    |                    |                    |                    |                    |                       |                       |                       |                       |                       |                      |                      |
|  | Sylvia Ng (MAS)          | Sylvia Ng (MAS)          | 6                 | 11                | 11                |  |  |                     |                     |                    |                   |                   |  | Chen Yuniang (CHN) | Chen Yuniang (CHN) | 11                 | 11                 |                    |                    |                       |                       |                       |                       |                       |                      |                      |
|  | Sri Wiyanti (INA)        | Sri Wiyanti (INA)        | 11                | 11                |                   |  |  |                     | Oh Youn-Han (KOR)   | Oh Youn-Han (KOR)  | 5                 | 2                 |  |                    |                    |                    |                    |                    |                    |                       |                       |                       |                       |                       |                      |                      |
|  | Sirisriro Patama (THA)   | Sirisriro Patama (THA)   | 6                 | 1                 |                   |  |  | Sri Wiyanti (INA)   | Sri Wiyanti (INA)   | 5                  | 11                | 8                 |  |                    |                    |                    |                    |                    |                    |                       |                       |                       |                       |                       |                      |                      |
|  | Mina Pourghobadi (IRI)   | Mina Pourghobadi (IRI)   | 0                 | 0                 |                   |  |  | Oh Youn-Han (KOR)   | Oh Youn-Han (KOR)   | 11                 | 6                 | 11                |  |                    |                    |                    |                    |                    |                    |                       |                       |                       |                       |                       |                      |                      |
|  | Oh Youn-Han (KOR)        | Oh Youn-Han (KOR)        | 11                | 11                |                   |  |  |                     |                     |                    |                   |                   |  |                    | Chen Yuniang (CHN) | Chen Yuniang (CHN) | 11                 | 11                 |                    |                       |                       |                       |                       |                       |                      |                      |
|  | Talat Sultana (PAK)      | Talat Sultana (PAK)      | 0                 | 7                 |                   |  |  |                     | Liang Qiuxia (CHN)  | Liang Qiuxia (CHN) | 8                 | 7                 |  |                    |                    |                    |                    |                    |                    |                       |                       |                       |                       |                       |                      |                      |
|  | Ok Bok-Eun (KOR)         | Ok Bok-Eun (KOR)         | 11                | 11                |                   |  |  | Ok Bok-Eun (KOR)    | Ok Bok-Eun (KOR)    | 11                 | 7                 | 4                 |  |                    |                    |                    |                    |                    |                    |                       |                       |                       |                       |                       |                      |                      |
|  | Hiroe Yuki (JPN)         | Hiroe Yuki (JPN)         | 11                | 11                |                   |  |  | Hiroe Yuki (JPN)    | Hiroe Yuki (JPN)    | 7                  | 11                | 11                |  |                    |                    |                    |                    |                    |                    |                       |                       |                       |                       |                       |                      |                      |
|  | Taty Sumirah (INA)       | Taty Sumirah (INA)       | 6                 | 5                 |                   |  |  |                     |                     |                    |                   |                   |  | Hiroe Yuki (JPN)   | Hiroe Yuki (JPN)   | 1                  | 2                  |                    |                    | Tranh huy chương đồng | Tranh huy chương đồng | Tranh huy chương đồng | Tranh huy chương đồng | Tranh huy chương đồng |                      |                      |
|  | Rafat Yazdanparast (IRI) | Rafat Yazdanparast (IRI) | 0                 | 0                 |                   |  |  |                     | Liang Qiuxia (CHN)  | Liang Qiuxia (CHN) | 11                | 11                |  |                    |                    |                    |                    |                    |                    |                       |                       |                       |                       |                       |                      |                      |
|  | Bak Jung-Sook (PRK)      | Bak Jung-Sook (PRK)      | 11                | 11                |                   |  |  | Bak Jung-Sook (PRK) | Bak Jung-Sook (PRK) | 3                  | 3                 |                   |  |                    |                    |                    |                    |                    |                    |                       | Oh Youn-Han (KOR)     | Oh Youn-Han (KOR)     | 4                     | 2                     |                      |                      |
|  | Thongkam Kingmanee (THA) | Thongkam Kingmanee (THA) | 5                 | 6                 |                   |  |  | Liang Qiuxia (CHN)  | Liang Qiuxia (CHN)  | 11                 | 11                |                   |  | Hiroe Yuki (JPN)   | Hiroe Yuki (JPN)   | 11                 | 11                 |                    |                    |                       |                       |                       |                       |                       |                      |                      |
|  | Liang Qiuxia (CHN)       | Liang Qiuxia (CHN)       | 11                | 11                |                   |  |  |                     |                     |                    |                   |                   |  |                    |                    |                    |                    |                    |                    |                       |                       |                       |                       |                       |                      |                      |

### Đôi nữ
|  | Vòng 1 11 tháng 9                                 | Vòng 1 11 tháng 9                                 | Vòng 1 11 tháng 9 | Vòng 1 11 tháng 9 | Vòng 1 11 tháng 9 |  |  | Tứ kết 12 tháng 9                                 | Tứ kết 12 tháng 9                                 | Tứ kết 12 tháng 9                               | Tứ kết 12 tháng 9 | Tứ kết 12 tháng 9 |  |                                                | Bán kết 13 tháng 9                             | Bán kết 13 tháng 9                       | Bán kết 13 tháng 9 | Bán kết 13 tháng 9 | Bán kết 13 tháng 9 |                       |                                                 | Chung kết 14 tháng 9                            | Chung kết 14 tháng 9  | Chung kết 14 tháng 9  | Chung kết 14 tháng 9 | Chung kết 14 tháng 9 |
|  |                                                   |                                                   |                   |                   |                   |  |  |                                                   |                                                   |                                                 |                   |                   |  |                                                |                                                |                                          |                    |                    |                    |                       |                                                 |                                                 |                       |                       |                      |                      |
|  | Liang Qiuxia (CHN) · Zheng Huiming (CHN)          | Liang Qiuxia (CHN) · Zheng Huiming (CHN)          | 15                | 15                |                   |  |  |                                                   |                                                   |                                                 |                   |                   |  |                                                |                                                |                                          |                    |                    |                    |                       |                                                 |                                                 |                       |                       |                      |                      |
|  | Houri Farshidian (IRI) · Mina Pourghobadi (IRI)   | Houri Farshidian (IRI) · Mina Pourghobadi (IRI)   | 1                 | 2                 |                   |  |  | Liang Qiuxia (CHN) · Zheng Huiming (CHN)          | Liang Qiuxia (CHN) · Zheng Huiming (CHN)          | 15                                              | 15                |                   |  |                                                |                                                |                                          |                    |                    |                    |                       |                                                 |                                                 |                       |                       |                      |                      |
|  | Thongkam Kingmanee (THA) · Sirisriro Patama (THA) | Thongkam Kingmanee (THA) · Sirisriro Patama (THA) | 15                | 15                |                   |  |  | Thongkam Kingmanee (THA) · Sirisriro Patama (THA) | Thongkam Kingmanee (THA) · Sirisriro Patama (THA) | 1                                               | 11                |                   |  |                                                |                                                |                                          |                    |                    |                    |                       |                                                 |                                                 |                       |                       |                      |                      |
|  | Bak Yon-Ok (PRK) · Bak Jung-Sook (PRK)            | Bak Yon-Ok (PRK) · Bak Jung-Sook (PRK)            | 7                 | 5                 |                   |  |  |                                                   |                                                   |                                                 |                   |                   |  | Liang Qiuxia (CHN) · Zheng Huiming (CHN)       | Liang Qiuxia (CHN) · Zheng Huiming (CHN)       | 15                                       | 15                 |                    |                    |                       |                                                 |                                                 |                       |                       |                      |                      |
|  |                                                   |                                                   |                   |                   |                   |  |  |                                                   | Theresia Widiastuti (INA) · Imelda Wiguno (INA)   | Theresia Widiastuti (INA) · Imelda Wiguno (INA) | 12                | 8                 |  |                                                |                                                |                                          |                    |                    |                    |                       |                                                 |                                                 |                       |                       |                      |                      |
|  |                                                   |                                                   |                   |                   |                   |  |  | Etsuko Takenaka (JPN) · Machiko Aizawa (JPN)      | Etsuko Takenaka (JPN) · Machiko Aizawa (JPN)      | 8                                               | 16                |                   |  |                                                |                                                |                                          |                    |                    |                    |                       |                                                 |                                                 |                       |                       |                      |                      |
|  | Theresia Widiastuti (INA) · Imelda Wiguno (INA)   | Theresia Widiastuti (INA) · Imelda Wiguno (INA)   | 9                 | 15                | 18                |  |  | Theresia Widiastuti (INA) · Imelda Wiguno (INA)   | Theresia Widiastuti (INA) · Imelda Wiguno (INA)   | 15                                              | 18                |                   |  |                                                |                                                |                                          |                    |                    |                    |                       |                                                 |                                                 |                       |                       |                      |                      |
|  | Ok Bok-Eun (KOR) · Song Hyang-Soong (KOR)         | Ok Bok-Eun (KOR) · Song Hyang-Soong (KOR)         | 15                | 11                | 16                |  |  |                                                   |                                                   |                                                 |                   |                   |  |                                                | Liang Qiuxia (CHN) · Zheng Huiming (CHN)       | Liang Qiuxia (CHN) · Zheng Huiming (CHN) | 15                 | 15                 |                    |                       |                                                 |                                                 |                       |                       |                      |                      |
|  | Ri Hyo-Bong (PRK) · So He-Soon (PRK)              | Ri Hyo-Bong (PRK) · So He-Soon (PRK)              | 4                 | 9                 |                   |  |  |                                                   | Lin Youya (CHN) · Qiu Yufang (CHN)                | Lin Youya (CHN) · Qiu Yufang (CHN)              | 10                | 12                |  |                                                |                                                |                                          |                    |                    |                    |                       |                                                 |                                                 |                       |                       |                      |                      |
|  | Hiroe Yuki (JPN) · Mika Ikeda (JPN)               | Hiroe Yuki (JPN) · Mika Ikeda (JPN)               | 15                | 15                |                   |  |  | Hiroe Yuki (JPN) · Mika Ikeda (JPN)               | Hiroe Yuki (JPN) · Mika Ikeda (JPN)               | 12                                              | 9                 |                   |  |                                                |                                                |                                          |                    |                    |                    |                       |                                                 |                                                 |                       |                       |                      |                      |
|  | Oh Youn-Han (KOR) · Park Ok-Young (KOR)           | Oh Youn-Han (KOR) · Park Ok-Young (KOR)           | 7                 | 5                 |                   |  |  | Minarni Soedaryanto (INA) · Regina Masli (INA)    | Minarni Soedaryanto (INA) · Regina Masli (INA)    | 15                                              | 15                |                   |  |                                                |                                                |                                          |                    |                    |                    |                       |                                                 |                                                 |                       |                       |                      |                      |
|  | Minarni Soedaryanto (INA) · Regina Masli (INA)    | Minarni Soedaryanto (INA) · Regina Masli (INA)    | 15                | 15                |                   |  |  |                                                   |                                                   |                                                 |                   |                   |  | Minarni Soedaryanto (INA) · Regina Masli (INA) | Minarni Soedaryanto (INA) · Regina Masli (INA) | 7                                        | 15                 |                    |                    | Tranh huy chương đồng | Tranh huy chương đồng                           | Tranh huy chương đồng                           | Tranh huy chương đồng | Tranh huy chương đồng |                      |                      |
|  | Sylvia Ng (MAS) · Rosalind Singha Ang (MAS)       | Sylvia Ng (MAS) · Rosalind Singha Ang (MAS)       | 15                | 15                |                   |  |  |                                                   | Lin Youya (CHN) · Qiu Yufang (CHN)                | Lin Youya (CHN) · Qiu Yufang (CHN)              | 15                | 18                |  |                                                |                                                |                                          |                    |                    |                    |                       |                                                 |                                                 |                       |                       |                      |                      |
|  | Behnaz Nourazar (IRI) · Rafat Yazdanparast (IRI)  | Behnaz Nourazar (IRI) · Rafat Yazdanparast (IRI)  | 1                 | 1                 |                   |  |  | Sylvia Ng (MAS) · Rosalind Singha Ang (MAS)       | Sylvia Ng (MAS) · Rosalind Singha Ang (MAS)       | 8                                               | 8                 |                   |  |                                                |                                                |                                          |                    |                    |                    |                       | Theresia Widiastuti (INA) · Imelda Wiguno (INA) | Theresia Widiastuti (INA) · Imelda Wiguno (INA) |                       |                       |                      |                      |
|  |                                                   |                                                   |                   |                   |                   |  |  | Lin Youya (CHN) · Qiu Yufang (CHN)                | Lin Youya (CHN) · Qiu Yufang (CHN)                | 15                                              | 15                |                   |  | Minarni Soedaryanto (INA) · Regina Masli (INA) | Minarni Soedaryanto (INA) · Regina Masli (INA) |                                          |                    |                    |                    |                       |                                                 |                                                 |                       |                       |                      |                      |
|  |                                                   |                                                   |                   |                   |                   |  |  |                                                   |                                                   |                                                 |                   |                   |  |                                                |                                                |                                          |                    |                    |                    |                       |                                                 |                                                 |                       |                       |                      |                      |

## Liên kết
- Cầu lông châu Á